# Химкинское кладбище
Химкинское кладбище — кладбище названо по находящемуся рядом городу (с 1939 г.) Химки, располагавшемуся на левом берегу одноимённой речки.
Кладбище расположено в Молжаниновском районе Северного административного округа Москвы. Площадь кладбища составляет 66,4 гектара. Количество захоронений — свыше 177 тысяч. На кладбище расположена часовня в честь Святого князя Владимира, крестителя Руси, приписанная к храму бессребреников Космы и Дамиана в Космодемьянском.
Почтовый адрес кладбища: Новосходненское шоссе, дом № 1, Москва.

## История
Название кладбища происходит от города (с 1939 г.) Химки, располагающегося на правом (в основном) берегу канала им. Москвы. Химкинское кладбище было основано в декабре 1959 года рядом с деревней Машкино (при которой возникло и своё, Машкинское, кладбище).
Среди тех, кто захоронен на кладбище, — Герои Советского Союза, военачальники, участники Великой Отечественной войны, участники военных действий в Афганистане, деятели науки, культуры и спорта и многие другие.
Здесь похоронены также жертвы террористических актов на улице Гурьянова и Норд Ост.

## Галерея

Борис Химичев
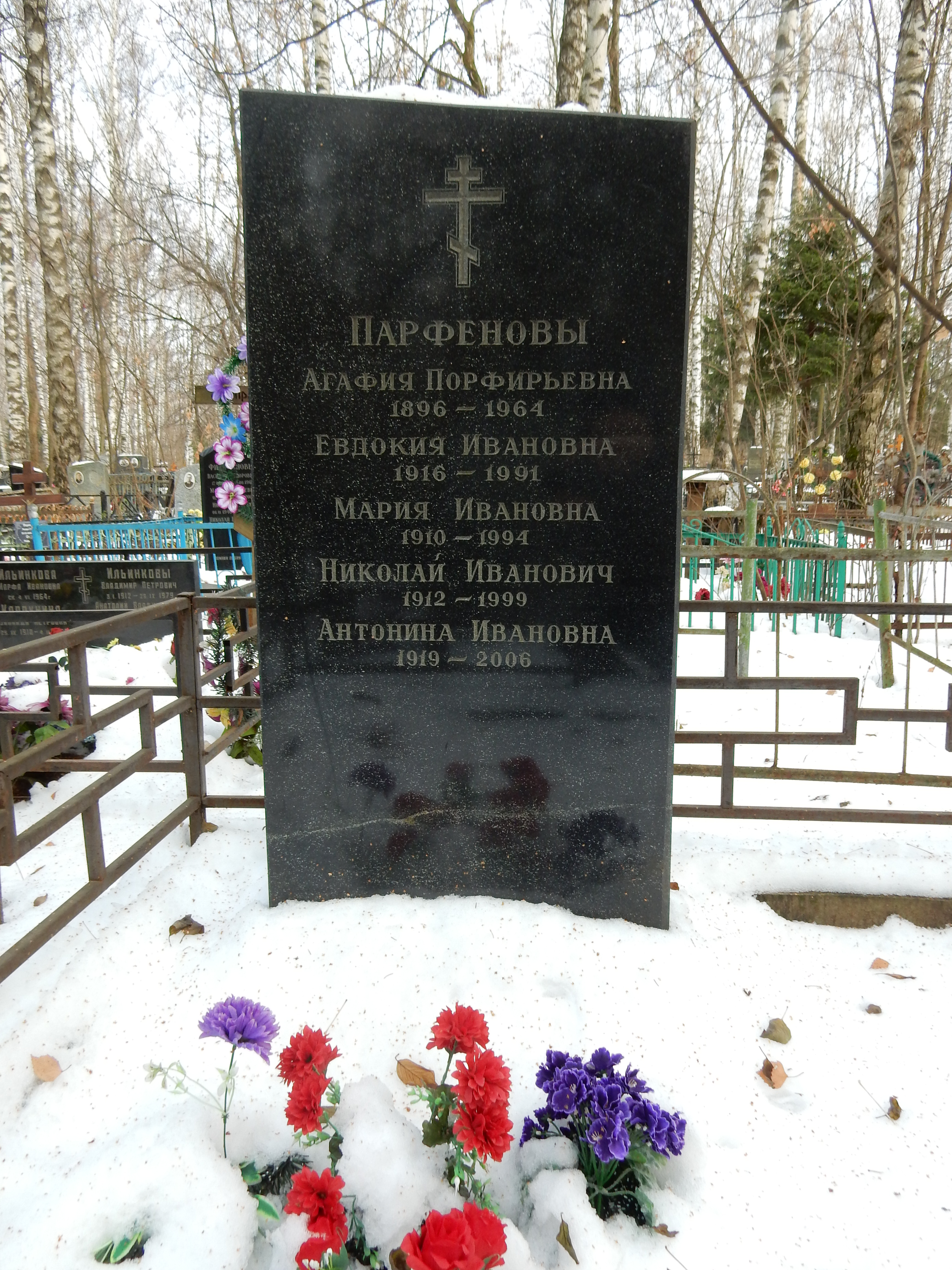
Семейное захоронение Парфёновых. Место упокоения артиста Николая Парфёнова
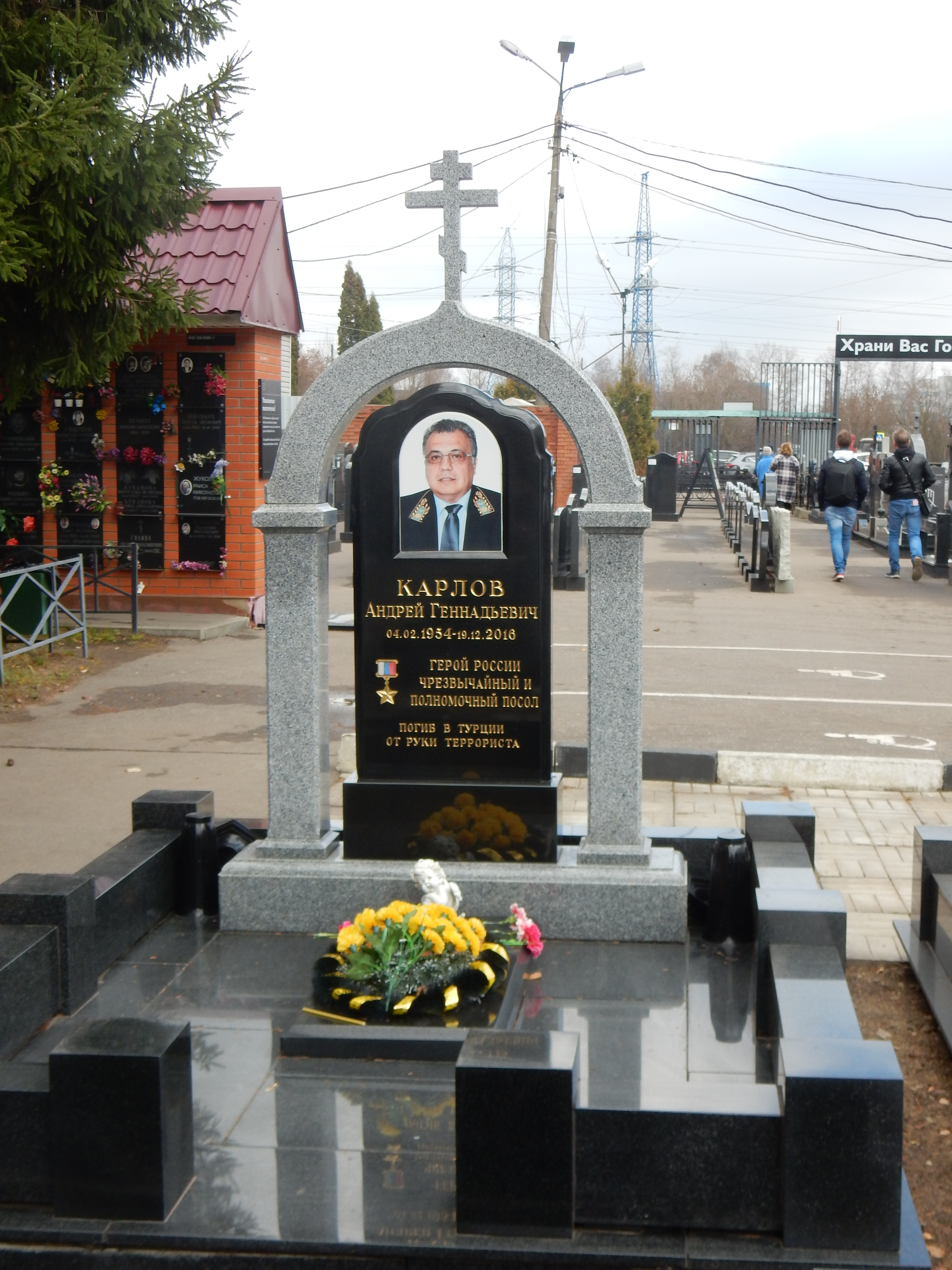
Могила дипломата Андрея Карлова